# Federação Paranaense de Voleibol
A Federação Paranaense de Voleibol é uma federação que congrega entidades, ligas e clubes no Paraná para regulamentar o voleibol no estado, ela é uma entidade filiada a Confederação Brasileira de Voleibol. ela organiza tanto, campeonatos de Vôleibol de quadra e Vôlei de Praia.

## História
A entidade surgiu no ano de 1953, após se desligar da Federação Desportiva Paranaense, antes era apenas um departamento, após esportes como basquetebol, futebol e outros já estarem com federações próprias, o primeiro presidente eleito foi Orlando Brasil Soldati, o atual presidente Neuri Barbieri está a frente, desde 1979, no sexto mandato que terminará, em 2012.

## Clubes Fundadores
- Circulo Militar do Paraná
- Sociedade de Cultura Física Duque de Caxias
- Clube Atlético Seleto
- Ícaro Atlético Clube
- Esporte Clube Universal
- Coritiba Foot Ball Club vb
- Clube Atlético Ferroviário
- Associação Atlética Acadêmica de Filosofia
- Associação Atlética de Educação Física

## Ligações Externas
- Sitio Oficial
- História